# Ⱥ
Ⱥ — літера латиниці. У мові індіанців Північної Америки алфавіт senćoŧ є Ⱥ другою літерою і позначає дифтонг.
Норвезький автор Крістіан Кьолле запропонував використовувати літеру A для суто фонетичної дансько-норвезької орфографії у двох книгах: Kort Beskrivelse over Snarøen і Ær dæt fårnuftigt at have Religion? Форма ⱥ була змодельована на основі данської та норвезької літери ø.
У німецькій діалектології Отто Бремер використовує у своїй фонетичній транскрипції ⟨ ⱥ ⟩ з перемичками 3.